# 機關槍囚徒
《機關槍囚徒》（英語：Kaithi）是一部2019年印度泰米爾語動作驚悚片，由洛克希·卡納賈拉吉執導並與龐·帕蒂班（Pon Parthiban）共同擔任編劇，夢戰士影業和維韋卡南達影業聯合製作。電影由卡錫、納拉因及阿俊·達斯主演，哈里許·烏斯曼、喬治·馬里安和迪納擔任重要配角。在片中，一名剛獲釋的囚犯與時間賽跑，將中毒的警察送往醫院並躲避大批暴徒的追殺，以換取與女兒見面的條件。
洛克希在前作《神鬼大都會》（2017年）獲得成功後，最初創作了兩份劇本，但受限於研究時間不足以及選角過程中的問題而放棄；之後根據一篇關於前囚犯的報導而編寫了新劇本。他最初希望曼蘇爾·阿里·罕擔任主角，但在寫作過程中根據需求而改選擇卡錫，預算規模進一步加大。電影2018年12月開始進行主要拍攝，2019年8月殺青。全片皆在夜間拍攝，除了片尾外沒有任何白天的鏡頭。《機關槍囚徒》是無歌電影，山姆·C·S擔任背景音樂的作曲，攝影和剪輯分別由沙迪亞·蘇利安與普洛明·拉傑負責。
《機關槍囚徒》2019年10月25日在排燈節之前上映。電影在影評界的口碑普遍正面，並僅以2.5億盧比的預算取得了約10.5億盧比的票房佳績。2020年8月進一步入選多倫多國際印度影展（International Indian Film Festival Toronto）正式放映，並分別獲得兩座阿南達·維卡坦電影獎、三座挪威泰米爾影展獎、南印度國際電影獎和四座Zee電影獎。本片為洛克希電影宇宙的首部電影，當中部分角色亦在後續的作品中登場。續集正在開發中。

## 劇情
孤兒院的小女孩阿慕達被告知，隔天將有一位重要人物會見她，令阿慕達因焦急等待而徹夜難眠。與此同時，貝喬伊督察帶隊抓獲了一輛走私900公斤古柯鹼的貨車。毒品和走私毒品的罪犯都被關在專員辦公室。該集團的頭目阿達伊是泰米爾納德邦蒂魯吉拉伯利通緝中的危險走私犯，目前仍下落不明。阿達伊和兄弟安布計劃逮捕並殺死參與緝捕行動的警察，並追回走私的毒品。夜裡，整座城市的高級警官在總長的退休聚會上喝了遭下藥的酒水，所有人昏迷不醒。唯有正在接受藥物治療的貝喬伊逃過一劫，並試圖在不引起媒體的關注下拯救同事們。
貝喬伊決定用外燴的卡車將警官們送往80公里外的醫院，但司機已回家，自己右手早些時候受了傷，於是說服即將被釋放的可疑囚犯迪利幫忙，迪利是在場唯一會開卡車的人。貝喬伊威脅迪利，隔天早上不會讓他見到自己從未謀面的女兒阿慕達，才讓起初不配合的迪利答應開車。迪利、貝喬伊和外燴方的卡瑪奇將昏迷的警察抬上卡車，盡快將他們送往醫院。與此同時，安布宣布懸賞巨額賞金，作為抓獲警察的獎勵，安布幫派的歹徒試圖追捕貝喬伊及其團隊。麻醉品管制局分區負責人史蒂芬·拉傑讓腐敗警察帕爾潘迪假裝失去知覺，利用手機向幫派提供卡車位置資訊。
貝喬伊命令拿破崙警官和一群因酒後駕車而被拘留的大學生，關閉專員辦公室所有可能的出口，並盡力將安布的匪徒擋在外面，阻止他們奪回毒品並釋放阿達伊的手下。迪利、貝喬伊和卡瑪奇一路上遇到了各路幫派，但被身手高超的迪利擊退。安布等人包圍專員辦公室，拿破崙開始變得緊張，貝喬伊指示他與被俘虜的阿達伊手下談判達成協議。拿破崙讓其中一名男子致電給安布，安布同意釋放囚犯，以換取他和學生的安全；安布意外同意。但貝喬伊發現阿達伊就在被俘者之列，急忙要拿破崙取消這筆交易。
安布爬上屋頂闖入大樓，但被學生們制伏並捆綁。迪利和卡瑪奇設法將昏迷不醒的警察從醫院轉移到校車上，然後前往專員辦公室。他們偶然發現了由安布的得力助手提普領導的龐大武裝團夥。帕爾潘迪假裝已從酒精的影響中恢復過來，刺傷了迪利的背部。貝喬伊遭到毆打，提普發現同夥阿賈茲·艾哈邁德就是貝喬伊的內鬼，於是殺死了他。迪利在千鈞一髮之際站起來並解決了所有人，同時營救了貝喬伊和卡瑪奇。與此同時，安布的手下設法在專員辦公室抓住了一名學生，並按照安布的命令殺死了他。憤怒的拿破崙用滅火器重擊了安布，令對方失去意識，阿達伊發誓要殺死他們所有人。
迪利、貝喬伊和卡瑪奇到達專員辦公室。迪利獨自透過秘密通道進入建築，並送學生們穿過隧道，而他和拿破崙則打算燒毀古柯鹼。兩人找到了一把從阿達伊人馬那沒收的M134迷你砲機槍。拿破崙不只焚燒毒品，更決定消滅阿達伊的人馬，以防止他們毀掉無辜兒童的生活。當他們到達一樓時，暴徒闖了進來，迪利使用機槍殺光了建築外所有的安布幫派成員。醫生復甦了所有警察，史蒂芬·拉傑被捕。貝喬伊感謝迪利，並承諾給他及其女兒過好日子。迪利的緩刑官納利尼將阿慕達帶到了現場，兩人見面時，迪利流下了喜悅的淚水。
在牢房，阿達伊說出了迪利的名字，暗示自己認識對方。天亮時，迪利、阿慕達和卡瑪奇走在高速公路上，打算開始新的生活。

## 演員
- 卡錫飾演迪利（Dilli）
- 納拉因飾演貝喬伊督察（Inspector Bejoy）
- 阿俊·達斯飾演安布·達斯（Anbu Das）
- 喬治·馬里安（英语：George Maryan）飾演拿破崙警員（英语：Constable）
- 哈里許·烏斯曼飾演阿達伊（Adaikalam）
- 迪納飾演卡馬齊（Kaamaatchi）
- 貝比·莫妮卡（Baby Monica）飾演阿慕達（Amudha）
- 拉瑪納（英语：Ramana (actor)）飾演提普（Tips）
- 阿姆扎斯·罕（英语：Amzath Khan）飾演拉姆（Ram）
- 坎納·拉維（英语：Kanna Ravi）飾演阿賈茲·艾哈邁德／桑帕德（Ajaz Ahmed / Sampath）
- 哈瑞希·普拉狄飾演史蒂芬·拉傑（Stephen Raj）
- 阿倫·亞歷山大（英语：Arun Alexander）飾演帕爾潘迪（Paalpaandi）
- 瓦特森·查克拉瓦蒂（英语：Vatsan Chakravarthy）飾演阿傑（Ajay）
- 烏達亞拉伊（英语：Udayaraj）飾演大學生
- 基肖爾·拉吉庫馬爾（Kishore Rajkumar）飾演阿肖克（Ashok）
- 拉魯（英语：Lallu）飾演奇圖（Chittu）
- 迪普蒂（Deepthi）飾演塔米兹（Thamizh）
- 克里希納莫西（英语：Krishnamoorthy (actor)）飾演K·文卡特（K. Venkat）
- 馬拉威卡·阿維納什（英语：Malavika Avinash）飾演納利尼（Nalini，未掛名）
- 切坦（英语：Chetan (actor)）飾演阿穆丹醫生（Dr. Amudhan，未掛名）
- R·N·R·曼諾哈（英语：R. N. R. Manohar）飾演警務總監（未掛名）

## 主題及影響
影評人指出本片與《攻擊13號警局》（1976年）和《空中监狱》（1997年）存在相似之處。但導演洛克希·卡納賈拉吉在接受《印度教徒報》的斯里瓦桑·S採訪時表示，《機關槍囚徒》額外的參考對象為《終極警探》（1988年）和《維魯馬安迪》（2004年），更將電影歸功於這兩部片。迪利（Dilli）一角的塑造及外貌取自卡茂爾·哈桑在《維魯馬安迪》中扮演的片名角色。編劇龐·帕蒂班（Pon Parthiban）在接受採訪時也承認這點，更補充要觀眾去比較兩個角色談論妻子的橋段，得以感受到他們之間的精神聯繫，但私認為「《維魯馬安迪》中的對白更加唯美」。
《機關槍囚徒》整個故事發生在夜晚的背景也參考了導演馬丁·史柯西斯和昆汀·塔倫提諾的電影。洛克希認為「在黑暗中拍攝的電影被低估了，這類的電影在照明方面的操作空間很廣」。他以《終極警探》中的人質橋段為例，「黑暗讓這場戲變得非常有氣氛」；他總結：「在某種程度上，本片與那種情況相反，壞人被關在一間警局裡，兵臨城下。」為了製作由安巴里夫二人組精心設計的前期動作戲，卡錫必須在移動的卡車上表演危險的特技，為此參考了自己在《以暴制暴》（2010年）中的特技鏡頭作為衡量標準。

## 製作

### 發展
洛克希在電影《神鬼大都會》（2017年）獲得成功後，不想「屈服於簽署背靠背項目來維持業界影響力的壓力」，因而拒絕了多家製片公司的邀約。但他此前已被夢戰士影業的製片人S·R·普拉卡什巴布（S. R. Prakashbabu）和S·R·普拉布指派執導一個項目，於是開始構思劇本，但該項目需要有較多時間來研究；他在時間不夠的情況下放棄該項目，轉而開發另一份劇本，但最後也決定放棄。洛克希看到一篇關於一名前囚犯的新聞報導後，決定以此創作劇本。
洛克希審視了自己之前的《神鬼大都會》，是一則歷時48小時的故事，人物、故事和背景在很短的時間跨度內發生變化，他決定再次開發這樣的劇本，但差別在於《機關槍囚徒》的故事發生在一個晚上，且是一部純正的動作片。最終，他完成了45頁的最終草稿，並發送到普拉布的辦公室；洛克希認為「鑑於劇本的規模，當我將劇本交給他時，他感到很困惑」。本片既沒有女主角，也沒有歌曲，洛克希認為「在商業電影中沒有女主角或歌曲沒什麼大不了」，但這在考萊塢可謂新鮮。洛克希在接受《印度教徒報》的斯里瓦桑·S（Srivatsan S）採訪時表示，「整部片發生在一個晚上，但需要在規定的時間內講述完畢。本片沒有歌曲，也沒有女主角，人們認為本片不會超過兩小時。看，這就是他們根深蒂固的印象。」
在卡錫加入演出陣容後，洛克希打算擴大本片的規模。卡錫欣賞編寫《空中知音》（2018年）劇本的帕蒂班，洛克希因此根據卡錫的堅持，聘請了該編劇為本片的劇本撰寫額外的情節及對白。
20世紀80年代老牌製片公司維韋卡南達影業時隔二十年重返電影製作，並與蒂魯普·維韋克（Thiruppur Vivek）擔任製片人聯合製作兼發行該項目。2019年3月，本片的首張視覺圖及片名公開；片名直譯為「囚徒」。

### 選角
洛克希的劇本最初為曼蘇爾·阿里·罕而寫，但在寫作過程中發現，主角的身材得較為高大，加上被片方要求找一位受歡迎的影星來扮演，從而讓電影的規模增大。普拉布在《偵探刑警泰藍》（2017年）拍攝期間向卡錫講述了關於此故事的打趣話，令卡錫產生了興趣。洛克希向卡錫將劇本講述了一遍，對方立即同意參演。
卡錫飾演前科犯迪利，此角「對身體及情感要求很高」。卡錫表示，「這可能是我以前從未做過的事情，我能將其轉化為對自己的挑戰，或者是一部想讓觀眾看到的電影……加上在那高潮場景中，我們實際上感覺就像一家人，大家都處於完美的狀態，並且竭盡全力。作為一名演員，那真是一個美妙的空間，幾乎讓人上癮。」洛克希認為迪利在坐牢十年前的經歷，以及父女見面的場面足以令觀眾著迷；特別是父女相認的戲碼，育有一女的洛克希在寫作到此處時流下了眼淚。
納拉因飾演貝喬伊督察（Inspector Bejoy），在卡錫堅持讓他出演此特定角色後才被選角。納拉因稱自己在片中的角色「很有看頭」，與在《別害怕》（2008年）中扮演的角色相似。喬治·馬里安飾演的拿破崙警員被洛克希認為足以列入自己迄今為止寫過的「最真誠的角色」一員。阿俊·達斯被選為扮演主要反派安布（Anbu），歸因於洛克希認為他擁有該角所需的強勁嗓音。
洛克希表示，片中缺乏角色的背景故事片段，但他們和觀眾之間建立了連結。他在接受《印度快報》採訪時補充，「我甚至會關照為電影做出貢獻的那些小角色，他們獨特的觀點及對白傳達將彼此牽連在一塊。從納拉因、迪納到哈瑞希·普拉狄及哈里許·烏斯曼，每個人的角色都很重要。」

### 拍攝

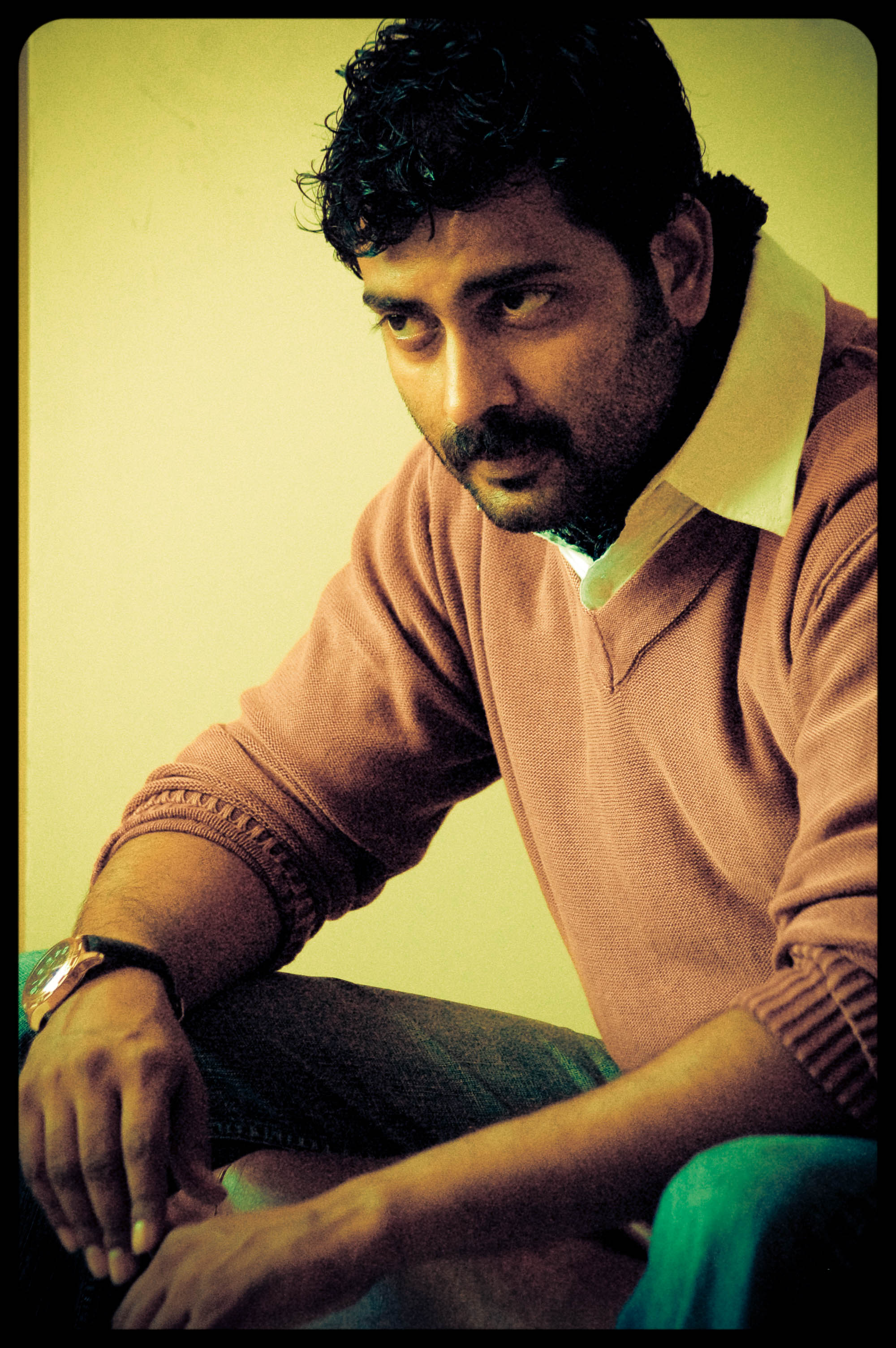
納拉因在拍戲過程中受傷，導致肩膀疼痛了四個月

電影的製作預算為2.5億盧比。幕後技術團隊包括：作曲家山姆·C·S、攝影指導沙迪亞·蘇利安、剪輯師普洛明·拉傑，以及動作指導搭檔安巴里夫；其中，拉傑先前在《神鬼大都會》與洛克希合作過。《機關槍囚徒》2018年12月13日開始主要拍攝，即電影消息公開的隔天。首趟拍攝行程12月中旬在金奈開始，耗時不到15天。2019年1月4日，下一趟在滕卡西開始作業。電影主要也在蒂魯內爾維利周邊拍攝。為了配合故事及背景的真實感，洛克希利用夜間拍片，除了片尾的部分外，沒有拍攝任何白天的鏡頭。
納拉因在拍攝部分特技場景時遇到了困難。他聲稱，由於一隻手戴著三角吊帶，在一場戲中跑下陡坡可謂「危險且需要集中注意力，因為我在下坡時無法保持平衡。這是我首次使用吊索進行特技演出，需要大量的技巧及判斷力來處理拳打腳踢、身陷追逐與打鬥場面。」在另一場戲中，納拉因被告知完成「跑出陽台、經過游泳池、繼續跑，在遠處的指定地點停下來」。他回憶道，「當跑過游泳池時，我因水泥地上的一灘水滑倒了。我一隻手吊著吊帶，無法保持平衡來阻止跌倒，最終摔了一跤，肩膀和胸部最先撞在地上……泳池周圍都是堅硬的水泥地，我感覺自己死裡逃生了。」他的肩膀為此疼痛了四個月。
卡錫在片中有一幕練習開著卡車。他以前從未開過卡車，而為此感到「極具挑戰」。高潮鏡頭中，卡錫手持機槍掃射。洛克希稱自己對機槍的的記憶來自《第一滴血》（1982年）和《魔鬼終結者》（1984年）；並補充：「《機關槍囚徒》整個故事都是關於『假如？』所以，我想要一些能夠將動作係提升到另一層次的東西。想像一下，在紙面上，一名穿著長袍的男人揮舞著機槍是多麼令人興奮。」為了這場戲，孟買的電影爆炸專家維沙爾·泰吉（Vishal Tyagi）和其他超過15個人工作了整整三個晚上。由於事先的準備，一切進展順利。洛克希解釋了部分片段，特別是迪利使用機槍的高潮場面，「電影得讓觀眾信服，我只希望筆下角色表現得真實、聽來也真實。所以，我不介意那些具有傳奇色彩的打鬥，直到高潮部分，每場戰鬥都有與前情提要無關的背景故事。」主要拍攝工作於2019年5月9日宣告殺青。雖然許多消息來源聲稱本片是在62天內拍攝而成，但洛克希和卡錫親自證實，拍攝電影大約花了36至45天。

## 音樂
電影原聲帶由山姆·C·S譜寫。雖然片中沒有任何歌曲，但背景配樂中包含了四首帶有人聲的曲目，其中一首名為〈尼爾在晚上〉（Neel Iravil）的歌曲出現在電影的預告片中。山姆表示：「在《機關槍囚徒》中，我們沒有任何常規歌曲，所以我也必須盡我所能嘗試透過音樂講好一則故事。我們決定針對不同的時刻採用不同的主題，效果絕佳。」他在接受《印度教徒報》採訪時回憶道，洛克希暗示了美國電影的音樂參考，並希望將其納入電影配樂中。山姆引用《黑暗騎士》（2008年）當作參考對象之一。
預告片中播放的「金屬叮噹作響」配樂是主題之一，暗示了迪利過去在監獄裡的生活，這將作為續集的主題曲。2019年11月22日，電影上映近一個月後，片方發行了包含17首曲目的原聲帶。人聲由山姆和沙蘭尼亞·哥皮納思（Sharanya Gopinath）創作和演唱，後者用英語演唱了幾首饒舌版本。該配樂得到了外界的正面評價，Sify網站稱山姆為「片中的另一名無聲英雄」，而《DT Next》的考希克·拉賈拉曼（Kaushik Rajaraman）則表示，山姆此次表現「與在《迷魂梟雄》（2017年）中帶來的主題曲不相上下」。
| 曲目表   | 曲目表                                                            | 曲目表 |
| 曲序     | 曲目                                                              | 时长   |
| -------- | ----------------------------------------------------------------- | ------ |
| 1.       | 滅殺殆盡（Kill and Destroy）（歌詞和英語饒舌版本由沙蘭尼亞·哥皮納思演唱）         | 3:19   |
| 2.       | 迪利的贈禮（Dilli's Swag）                                                    | 0:50   |
| 3.       | 迪利的悲傷（Grief of Dilli）                                                    | 3:44   |
| 4.       | 迪利的崛起（Rise of Dilli）                                                    | 1:19   |
| 5.       | 拿破崙主題曲（Nepolean Theme）                                                  | 2:25   |
| 6.       | 爸爸你何時來？（Nee Eppo Varuva Appa）                                                | 1:14   |
| 7.       | 比爾亞尼菜熱飯（The Hot Biriyani）（由山姆·C·S演唱）                              | 1:50   |
| 8.       | 警察與殺手的戰爭（The Battle of Cop and Killer）                                              | 1:30   |
| 9.       | 機關槍囚徒主題曲（Kaithi Main Theme）                                              | 0:28   |
| 10.      | 戰爭的開始（Beginning of the War）                                                    | 2:11   |
| 11.      | 死鬥階段（The Phase of Deathcall）                                                      | 0:34   |
| 12.      | 父愛永恆（Eternal Love of Father）（由山姆·C·S演唱）                                    | 3:14   |
| 13.      | 暴徒到來（Arrival of the Ruffian）                                                      | 0:48   |
| 14.      | 尼爾在晚上（Neel Iravil）（由山姆·C·S演唱和作詞）                            | 1:21   |
| 15.      | 情感騙子（The Emotion Hustler）                                                      | 0:42   |
| 16.      | 迷宮（）                                                          | 0:58   |
| 17.      | 夜色已深（Night is Dark）（由山姆·C·S演唱，沙蘭尼亞·哥皮納思演唱英語饒舌版本） | 1:53   |
| 总时长： | 总时长：                                                          | 28:18  |

## 發行
《機關槍囚徒》最初計劃2019年7月中旬在印度上映，但因後期製作的延遲而使上映日被推遲至2019年9月27日。上映日進一步推遲到2019年10月，即排燈節（2019年10月27日）。在預定上映前一週，片方宣布本片於排燈節之前的2019年10月25日上映，與維杰主演的《球神比吉爾》同天上映。本片在10月中旬獲中央電影認證委員會（CBFC）的批准放映。電影也以《一個囚徒》（Khaidi）一名發行泰盧固語版本。
在預定上映之前，2019年10月28日（星期一）為假期，兩部片的粉絲迫不及待觀看電影，泰米爾納德邦政府因擔心放映商收取更高的票價，拒絕允許本片和《球神比吉爾》在清晨特別放映。儘管面臨《球神比吉爾》的競爭，《機關槍囚徒》仍在泰米爾納德邦的250多個大銀幕上映；也在全球1400個銀幕上放映，其中在安得拉邦和特倫甘納邦上映了330多個銀幕；喀拉拉邦有75個銀幕，卡納塔克邦有100個銀幕，印度其他地區有125個，海外中心則有400個。根據本片的正面迴響，泰米爾納德邦的放映銀幕數在第二週增加到了350個；據報導，喀拉拉邦、卡納塔克邦、安得拉邦、特倫甘納邦，甚至海外市場的放映銀幕數也有所增加。
電影在院線表現優異後，2019年11月25日首度登上數位串流服務Hotstar，即上映一個月後。過早的數位首映可能會導致戲院的人流減少，此舉受到了放映商和發行商的批評。雖然製片人S·R·普拉布認為戲院和串流媒體播放間之所以僅有30天窗口期，是為了降低盜版帶來的威脅，但許多戲院老闆對此表示反對。電影數位首映後不久，PVR、INOX和AGS等主要連鎖戲院就停止了放映。不考慮這些因素，本片於2019年12月13日完成了為期50天的院線放映。
《機關槍囚徒》在2020年8月9日至15日舉行的多倫多國際印度影展（IIFFT）上放映。2021年11月，製片人確認在日本院線上映，此前其中一位日本發行商激起了在該國放映本片的興趣。在簽署初步協議後，製片人宣布電影將在日本上映，名為，定於2021年11月19日開始放映。本片原定2022年3月10日在俄羅斯上映，配有俄語配音，最終改為2022年5月19日在該國297座城市的121家影院上映。
泰盧固語版本的版權被串流服務aha收購後，2020年2月15日在其平台上獨家首播。

## 反響

### 票房
儘管與《球神比吉爾》的競爭，《機關槍囚徒》在上映首日仍收穫了3500萬盧比。首日在金奈市票房收入達400萬盧比。隔天票房收入約2800萬盧比，第三天票房收入約4700萬盧比，第一個三天週末的預計票房收入達到1.1億盧比。光是金奈就佔了1070萬盧比。第一週結束時，電影票房收入約2.5億盧比。據《国际财经时报》報導，本片上映前十天在全球票房收入為7億盧比，其中泰米爾納德邦收入為3.5億盧比，喀拉拉邦為5500萬盧比，安得拉邦和特倫甘納邦接近1億盧比，在卡納塔克邦則超過7000萬盧比。電影也從海外市場收穫了1.3億盧比。
由於放映量增加的因素，第二週影片票房大增，截至12天，本片全球票房收入達8.34億盧比。2019年11月12日，片方正式宣布電影在全球票房已達10億盧比，成為卡錫首部突破10億盧比大關的電影。最終，《機關槍囚徒》在泰米爾納德邦獲得了5.65億盧比，在安得拉邦和特倫甘納邦獲得了1.51億盧比，在喀拉拉邦獲得了6200萬盧比，在卡纳塔卡邦獲得了7430萬盧比，該國其他地區則總計1870萬盧比。本片的最終票房達10.5億盧比，稅後淨票房為7.45億盧比。

### 評價

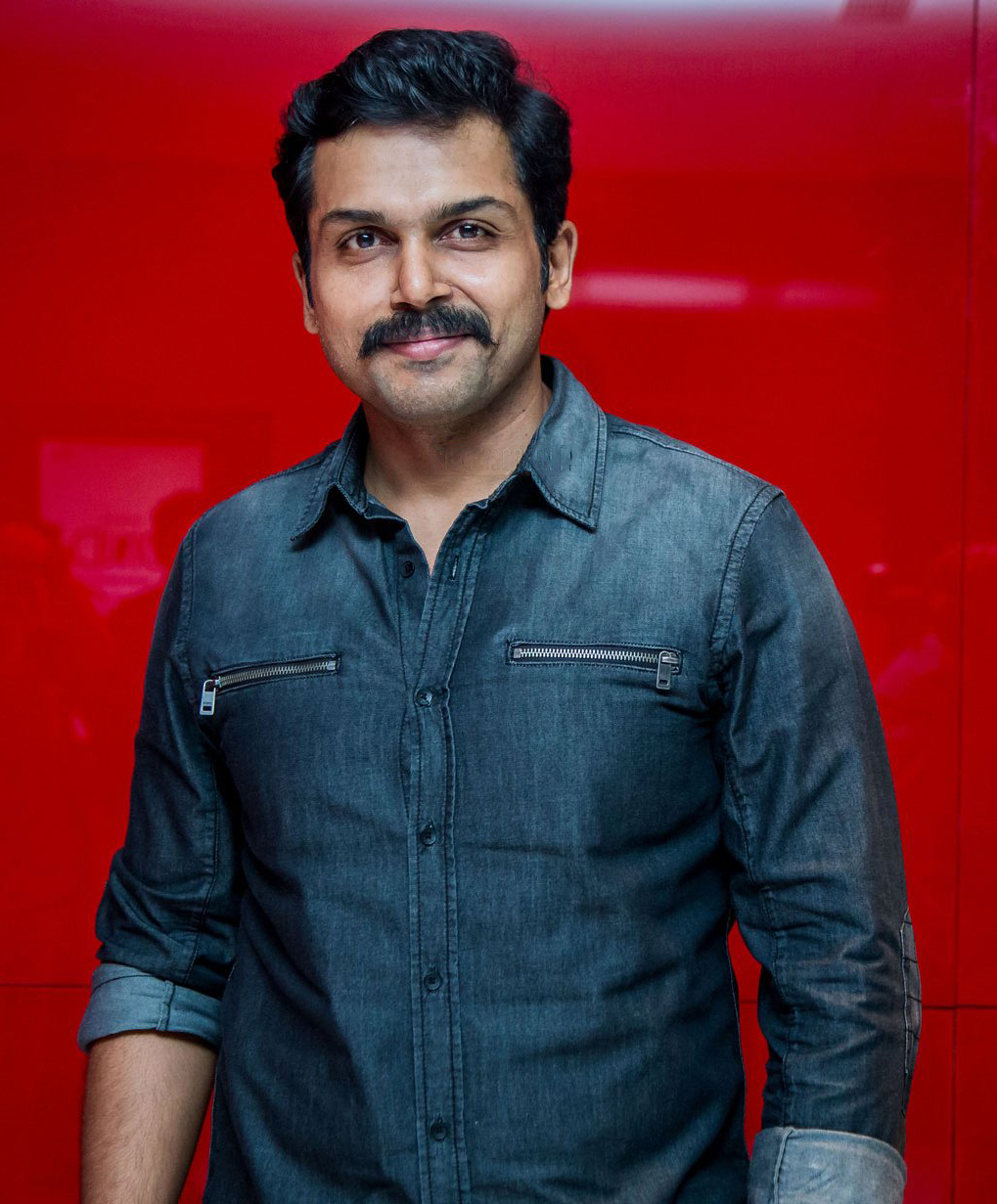
卡錫在片中的演出贏得外界好評

《機關槍囚徒》受到了影評界的一致好評，讚揚點多集中於劇本、演員的表現及動作戲；更被《印度快報》、Film Companion網站、《印度斯坦时报》、Sify網站、第一邮报網站、《今日印度》等多家出版物列入年度佳片榜單。
《印度時報》的M·蘇甘斯（M. Suganth）在影評中稱本片為「緊張而令人印象深刻的動作驚悚片」，給出了4.5／5星的評價，並補充「洛克希·卡納賈拉吉為我們呈現了一部純粹的類型片，去掉了我們在泰米爾電影中習慣的歌曲和浪漫等裝飾。」雖然他擔心「本片的幾場動作戲變得過於放縱，對於其類型來說感覺太長了，」但總結道「當我們約好這是部動作片時，沒法對此抱怨太多。」第一邮报網站的斯里達爾·皮萊（Sreedhar Pillai）給出了與蘇甘斯同樣的星級，評論：「《機關槍囚徒》製作精良、特立獨行，更足夠刺激。」《今日印度》的賈納尼·K（Janani K）給出了4／5星的評價，認為「《機關槍囚徒》是最佳電影製作的典範。」《印度教徒報》的斯里瓦桑·S將本片列入「《偵探刑警泰藍》以來拍出的最佳動作驚悚片，」「《機關槍囚徒》確實含有『大眾』的時刻，但構思這些時刻需要一定程度的劇本創作，情節包含了傳統懸疑驚悚片的所有元素，但《機關槍囚徒》的不同之處在於洛克希·卡納賈拉吉如何尊重該類型及受眾。」《印度斯坦時報》的卡蒂克·庫馬爾（Karthik Kumar）稱其為「富有靈魂、目的明確的動作片」，同時也表示「雖然稱不上一部大眾化的商業片，但整體仍迎合了受眾。」
網站將《機關槍囚徒》評為3.5／5星，評論：「紮實的動作驚悚片，將是動作愛好者的一場盛宴。」《新印度快報》的阿莎梅拉·艾亞潘（Ashameera Aiyyappan）稱本片為「製作精良的商業驚悚片」。《德干紀事報》的阿努帕瑪·薩勃拉曼尼安（Anupama Subramanian）則稱《機關槍囚徒》為「精彩」且「引人入勝的驚悚片」，並補充：「本片以紮實的故事、出色的表演和完美的製作相結合，經得起時間的考驗。」據The News Minute網站的主編普里揚卡·蒂魯莫西（Priyanka Thirumurthy）的觀點，「《機關槍囚徒》中沒有明星，正如導演洛克希所表明的那樣，英雄是將對自己考量置於身後的人。」
卡錫的演出贏得外界普遍讚賞，為電影加了不少分。皮萊認為「卡錫原始且熱情的表演、電影緊張的劇本和出色的技術細節，以及精彩的動作場面，使《機關槍囚徒》成為一部令人坐立難安的驚悚片。」賈納尼·K稱讚卡錫的表演「出色而自然，讓人能真實想像出一名囚犯正身處困境。」News18網站的高塔曼·巴斯卡蘭（Gauthaman Bhaskaran）將電影評為3／5星並表示：「卡錫的精彩演出使其令人目不轉睛。」《印度快報》的馬諾傑·庫馬爾·R（Manoj Kumar R.）給出3.5／5星，分析：「卡錫以一種近乎謙遜的方式闡述了自己的角色，同時在解說中為其他人的勇敢行為留出了空間、獲得應得的鏡頭。《機關槍囚徒》是導演的畫布，有必要感謝卡錫讓洛克希盡情發揮，而非為自己的明星形象讓位而試圖扭曲敘事。考萊塢在很大程度上仍然依賴主流娛樂的狹隘定義，但導演溫和但堅定地宣布，自己是考萊塢商業領域發展的新主力。」
影評人巴拉瓦吉·蘭甘在網站寫道：「《機關槍囚徒》對卡錫而言無疑是紮實舞台，正如在《偵探刑警泰藍》中的演出那樣令人難忘，他是我們為數不多的既能扮演克拉克·肯特（憑藉他的面孔）又可扮演超人（透過他結實的身軀）的演員之一。片中有場奇妙的『彌撒』橋段，僅僅幾分鐘便演出了令人驚嘆的自然合一——迪利在泳池圍繞之下吃著印度香飯。奇怪的是，這位卡錫在現實中言行舉止是如此高雅且都市化，反而在大銀幕上的最佳表現卻是當內心存有些許獸性之時。」

### 獎項
| 獎項                  | 頒獎日期      | 類別                   | 得獎或提名者      | 結果 | 來源            |
| --------------------- | ------------- | ---------------------- | ----------------- | ---- | --------------- |
| 阿南達·維卡坦電影獎   | 2020年1月11日 | 最佳男配角             | 喬治·馬里安       | 獲獎 | [ 101 ]         |
| 阿南達·維卡坦電影獎   | 2020年1月11日 | 最佳特技指導           | 安巴里夫          | 獲獎 | [ 101 ]         |
| 評論家選擇電影獎 （Critics' Choice Film Awards） | 2020年3月14日 | 最佳男主角             | 卡錫              | 提名 | [ 102 ] [ 103 ] |
| 挪威泰米爾影展獎      | 2020年1月15日 | 最佳男主角             | 卡錫              | 獲獎 | [ 104 ]         |
| 挪威泰米爾影展獎      | 2020年1月15日 | 最佳反派               | 阿俊·達斯         | 獲獎 | [ 104 ]         |
| 挪威泰米爾影展獎      | 2020年1月15日 | 最佳剪輯               | 普洛明·拉傑       | 獲獎 | [ 104 ]         |
| 南印度國際電影獎      | 2021年9月18日 | 最佳泰米爾電影         | 夢戰士影業        | 獲獎 | [ 105 ] [ 106 ] |
| 南印度國際電影獎      | 2021年9月18日 | 最佳泰米爾導演         | 洛克希·卡納賈拉吉 | 提名 | [ 105 ] [ 106 ] |
| 南印度國際電影獎      | 2021年9月18日 | 最佳泰米爾男主角       | 卡錫              | 提名 | [ 105 ] [ 106 ] |
| 南印度國際電影獎      | 2021年9月18日 | 最佳泰米爾男配角       | 喬治·馬里安       | 獲獎 | [ 105 ] [ 106 ] |
| 南印度國際電影獎      | 2021年9月18日 | 最佳泰米爾男配角       | 納拉因            | 提名 | [ 105 ] [ 106 ] |
| 南印度國際電影獎      | 2021年9月18日 | 最佳泰米爾對立角色演員 | 阿俊·達斯         | 獲獎 | [ 105 ] [ 106 ] |
| 南印度國際電影獎      | 2021年9月18日 | 最佳泰米爾喜劇演員     | 迪納              | 提名 | [ 105 ] [ 106 ] |
| 南印度國際電影獎      | 2021年9月18日 | 最佳泰米爾攝影         | 沙迪亞·蘇利安     | 提名 | [ 105 ] [ 106 ] |
| Zee泰米爾電影獎       | 2020年1月4日  | 最愛導演               | 洛克希·卡納賈拉吉 | 獲獎 | [ 107 ] [ 108 ] |
| Zee泰米爾電影獎       | 2020年1月4日  | 最佳特技指導           | 安巴里夫          | 獲獎 | [ 107 ] [ 108 ] |
| Zee泰米爾電影獎       | 2020年1月4日  | 最佳反派               | 阿俊·達斯         | 獲獎 | [ 107 ] [ 108 ] |
| Zee泰米爾電影獎       | 2020年1月4日  | 最佳男配角             | 喬治·馬里安       | 獲獎 | [ 107 ] [ 108 ] |

## 影響力
《機關槍囚徒》得到了電影界多位人士的讚賞，包括演員高瑟姆·瓦蘇迪夫·梅昂對電影預告片大加讚賞，稱其「緊張感十足，值得院線觀賞」；迈赫什·巴布讚賞洛克希排除歌曲的大膽舉動以及對技術掌控的才華，「歡迎」為行業帶來改變；導演卡拉辛克·蘇布貝拉稱本片為「從頭到尾令人驚呼連連的厲害電影」；透過Hotstar觀看本片的攝影指導P·C·施瑞安稱其為「一場興奮到坐立難安的體驗」，並稱讚了洛克希的執導技巧以及沙迪亞·蘇利安（施瑞安的徒弟）的表現。洛克希在接受線上入口網站採訪時表示，在《機關槍囚徒》後製期間簽約自己下一作《麻辣教授》（2021年）的維杰，得以在本片上映前的最終階段觀賞過片子。維杰欣賞洛克希在《機關槍囚徒》的表現，並在上映前給予他祝賀。
本片的成功使洛克希成為考萊塢最受歡迎的導演，之後得以拍攝多名頂級演員參演的項目。阿俊·達斯以低沉的嗓音詮釋主要反派安布，其人物塑造及表演受到讚譽，並獲得大批粉絲；洛克希讓他接著參演《麻辣教授》。此外，阿俊·達斯主演的《黑暗軌跡》早在2014年完成製作，但放映商以缺乏知名面孔為由拒絕發行電影，導致該片在六年間遲遲未上映；直到該演員在《機關槍囚徒》受到歡迎後，《黑暗軌跡》2020年透過阿特利出手幫助發行，同年於Netflix上線。
《機關槍囚徒》的成功讓產業分析師開始研究，沒有歌曲卻大受歡迎的商業電影在泰米爾電影中為何如此罕見。電影製片人兼分析師G·達南傑揚指出：「對某種類型的電影而言，歌曲並非必備，但正確包含歌曲的電影能滿足以娛樂為關鍵要素的觀眾……像斯里達爾、K·巴拉坎德、巴拉蒂拉賈、巴卢·马亨德拉、馬亨德拉、曼尼·拉特納姆、S·香卡這樣的導演能有效使用歌曲來傳達他們的故事，而非當成商業元素……如果其他電影人也效仿他們的話，電影中歌曲的必要毋庸置疑。」
本片令A·R·拉赫曼為電影《我生命的呼吸》（1999年）創作的歌曲〈瓊巴拉卡〉（Jumbalakka）重新在大眾面前流行起來；在《機關槍囚徒》的一橋段中，學生們用音響大聲播放包含〈瓊巴拉卡〉在內的各種歌曲，以掩蓋囚犯對警局外同夥的指令。電影上映後，這首歌形成一股潮流。《機關槍囚徒》的劇本於2023年1月由佩薩莫日出版社（Pesaamozhi Publications）出版成書。

## 未來

### 洛克希電影宇宙
《機關槍囚徒》為計劃中的洛克希電影宇宙（LCU）的首作。2022年6月，洛克希表示，本片與自己執導、卡茂爾·哈桑主演的《考萊塢之硬漢任務》（2022年）有所關連。《電影快車》的阿維納什·拉馬錢德蘭（Avinash Ramachandran）分析，《考萊塢之硬漢任務》的預告片中出現了與《機關槍囚徒》相同的蠍子符號毒品；《機關槍囚徒》中，貝喬伊督察與線人阿賈茲·艾哈邁德（Ajaz Ahmed，坎納·拉維飾演）對話間提及的「鬼魂」（The Ghost）；加上蘇芮亞在《考萊塢之硬漢任務》上映前未公開的客串等猜測，都是兩部電影相互關聯的證明。在《考萊塢之硬漢任務》上映之前，洛克希要求粉絲先觀看《機關槍囚徒》，以了解電影的脈絡，從而證實兩部電影的聯繫。
在《考萊塢之硬漢任務》中，納拉因再次飾演貝喬伊，而阿俊·達斯、哈里許·烏斯曼、哈瑞希·普拉狄、迪納、貝比·莫妮卡（Baby Monica）再次客串出演各自的角色，而卡錫則僅以畫外音的形式詮釋角色。喬治·馬里安在《啡常火拼》（2023年）中再次扮演拿破崙一角，他被任命保護帕蒂班（Parthiban，維杰飾演）。

### 續集
正如電影結尾所暗示，洛克希在電影上映後證實計劃拍攝續集。他在接受第一郵報網站的蘇巴·J·拉奧（Subha J Rao）採訪時表示，有意將本片開發成系列電影，且對前傳和續集都有想法，這取決於演員的工作行程表是否允許。2021年5月，S·R·普拉布證實續集正在開發中。卡錫確認回歸演出續集；據悉，劇組拍攝首集時也完成了續集的多數鏡頭，使續集的拍攝只需再花費30天便可完成。
《機關槍囚徒2》旨在成為迪利的前傳，專注於他的角色塑造。 2022年6月，洛克希在接受巴拉德瓦吉·蘭甘採訪時透露了迪利的背景故事：在獄中舉辦的比賽中贏得了多座獎杯的卡巴迪選手。《機關槍囚徒》的結局中，迪利帶著裝滿獎盃的袋子行走即暗示了這點。導演後來在透過Twitter與粉絲互動時，解釋了安布重返《考萊塢之硬漢任務》時的狀態：安布被拿破崙用滅火器擊倒後並未死亡，但下巴因受傷而有縫合痕跡。
隨著《考萊塢之硬漢任務》的成功，洛克希計劃擴大續集的規模，普拉布也透露續集在這點將更勝首集。續集的製作原定2022年第二季度開始，但洛克希打算先完成《啡常火拼》而延遲。

## 翻拍
2020年2月，馬杜·曼特納和信實娛樂購買了《機關槍囚徒》的印地語翻拍權。阿傑·德烏根簽約擔任主角。片名《波拉》於2022年1月13日公開，並排定2023年3月30日上映。據2020年3月的報導，《機關槍囚徒》也將翻拍成卡納達語，由希瓦·拉庫馬擔任主角。

## 爭議
來自喀拉拉邦奎隆縣的拉吉夫·蘭詹（Rajiv Ranjan）指控製片人S·R·普拉布，稱其未經許可就轉載了自己的故事。根據此拉吉夫的聲明，自己2000年在金奈的普扎爾中央監獄度過數年之後寫了一本自傳，2007年向普拉布講述了自己的故事，對方同意將其用於電影劇本，並先向拉吉夫支付了1萬盧比的預付款。拉吉夫發現，洛克希編劇的《機關槍囚徒》與自己向製片人講述的故事雷同，沒有人通知他這件事，認為自己未獲足夠報酬，於是向喀拉拉邦奎隆高等法院提出請願書，要求停止續集及其翻拍工作。法院於2021年7月做出了對他有利的判決，同時也要求製片人因涉嫌模仿其故事而支付4000萬盧比當賠償。一家新聞頻道針對這一問題發表了針對洛克希的貶損言論。在被指控後，普拉布猛烈抨擊了該頻道的報導方式，並聲稱他們沒有與此案相關的細節，更指出自家記錄乾淨，已準備好面對與爭議有關的任何法律問題。他要求網友別急於下結論，以免傷害與電影有關的任何人。2022年2月中旬，喀拉拉邦法院駁回了版權指控，判決該故事屬於洛克希。

## 外部連結
- 互联网电影数据库（IMDb）上《機關槍囚徒》的资料（英文）
- 爛番茄上《機關槍囚徒》的資料（英文）